# Funaria aequidens
Funaria aequidens är en bladmossart som beskrevs av Lindberg och Brotherus 1892. Funaria aequidens ingår i släktet spåmossor, och familjen Funariaceae. Inga underarter finns listade i Catalogue of Life.